# Scheuten Glas
Scheuten Glas is een op het bedrijventerrein te Blerick gevestigde onderneming die vlakglas produceert en in het verleden ook actief was in de markt van zonnecellen. Er werkten in 2020 wereldwijd ongeveer 925 mensen in drie landen, en het bedrijf had in 2018 een omzet van rond de 165 miljoen euro. Scheuten Glas bestaat uit drie divisies:
- Isolatieglas - met fabrieken in Venlo, Hoorn, Diest (B) en Heiden (D)
- Scheuten Projects - met fabrieken in Venlo, Bretten (D), Marktheidenfeld (D) en Waghäusel (D)
- Basisglas - fabriek in Venlo

## Geschiedenis
Opgericht in 1950 start de onderneming met de productie en verwerking van verschillende soorten vlakglas en groeit met het toenemen van het aantal toepassingen hierin (zoals de opkomst en introductie van dubbel glas, later ook HR++ glas genoemd). In 1970 is Scheuten een van de eerste Nederlandse bedrijven die glas voor thermische isolatie produceert. In 1983 wordt gelamineerd glas op de markt geïntroduceerd (letselveilig en inbraakwerend glas voor de woon- en commerciële sector), in 1990 gehard glas (dat door een speciale temperatuurbehandeling vijfmaal sterker is dan normaal glas), in 1995 gecoat glas (dat door een speciale coating de radiator warmte binnenhoudt, maar de zonnewarmte van buiten wel (deels) doorlaat) en in 2007 brandwerend glas (met name voor de commerciële sector).

### Groeiperiode door overnamen
In de jaren 1980, 1990 en 2000 groeit Scheuten sterk, onder andere door overnames: Glashandel en Ramenfabriek Van Dam en De Koning (1989), Mommaerts NV (nu Scheuten Glas België, 1990), Glasindustrie Polypane NV (1994), Glashandel Pels en Joosten (nu Scheuten Glas Noord-Nederland, 1997), Glas Marks GmbH (nu Scheuten Glas Duitsland, 2001), Bischoff Glastechnik AG (BGT) (2007), Absoluut Glastechniek (nu Scheuten Absoluut Glastechniek (SAGT), 2007), Glaszentrum Schweikert GmbH, Fränkische Thermoglas en Stubacher Produktionsgemeinschaft Sicherheitsglas (2008).
In 2001 gaat het bedrijf joint ventures aan voor de productie van enkelglas in Moustier-sur-Sambre en in 2007 in Osterweddingen (D), waarmee het gehele productieproces 'van zand tot klant' wordt bestreken.

### Periode Scheuten Solar
Vanaf 2002 houdt het bedrijf zich ook bezig met de ontwikkeling en productie van zonnecellen. In 2003 werd in dit kader een fabriek voor zonnecellen en -modules te Gelsenkirchen overgenomen, Scheuten Solar Technology GmbH. In 2006 werd een eigen siliciumfabriek gebouwd, omdat de conventionele bron voor dit materiaal, een grondstof voor de chipsindustrie, tekort begon te schieten voor de zich uitbreidende productie. Op 21 juni 2007 opende minister Maria van der Hoeven een proeffabriek voor de productie van zonnecellen volgens een nieuw procedé. Dit werkt op basis van gecoate glaskorrels die op een flexibel dragermateriaal worden ingebed.

### Crisis, moeilijke tijden en inkrimping
Nadat de markt voor zonnecellen vanaf 2010 ingrijpend wijzigde door de invoer van goedkope producten uit het buitenland, gaat de Solardivisie van Scheuten in 2012 failliet. en vanaf dat moment concentreert Scheuten zich alleen nog op de productie van vlakglas.
De bedrijven Moustier 4 NV, Glaszentrum Schweikert GmbH, Fränkische Thermoglas en Stubacher Produktionsgemeinschaft Sicherheitsglas worden in 2013 verkocht, Glasindustrie Polypane NV in 2014. In januari 2015 wordt de productielocatie van Scheuten Glas Randstad gesloten onder invloed van de crisis in de bouwbranche. Hierdoor komen ongeveer 35 medewerkers op straat te staan. Om de klantenkring van Scheuten Glas Randstad te blijven bedienen, hield Scheuten tot en met 2018 nog wel een verkooporganisatie aan in Barendrecht, Zuid-Holland.

### Na 2016
Scheuten Glas is actief met eigen productielocaties in Nederland, België en Duitsland. Op projectbasis is Scheuten Projects onder andere actief het Verenigd Koninkrijk, Frankrijk, de Verenigde Staten en Dubai Deze onderneming werd in 2016 opgericht in samenwerking met BGT Bischoff Glastechnik AG in Bretten en SITEC Produktions GmbH in Waghäusel. Zo zat er glas van Scheuten in het World Trade Center in New York en is hun glas te vinden in onder andere de Elbphilharmonie in Hamburg, de glasgevel van het gebouw van de Europese Centrale Bank in Frankfurt, de overkapping van het British Museum in Londen en in het Rijksdaggebouw in Berlijn. Ook is het bedrijf actief in glazen geluidsschermen (o.a. langs de A10, A74 en de Parkstad Buitenring) - waarbij de meest bijzondere geluidsschermen ('Solar Highways' langs de A50 bij Uden) dubbelzijdig voorzien zijn van PV-zonnecellen tussen de glasplaten om tegelijkertijd duurzaam energie met deze geluidsschermen op te wekken.
Halverwege 2017 verkoopt oprichter Jacques Scheuten het bedrijf (inclusief de Duitse dochterondernemingen BGT en SITEC) aan de Amsterdamse private-equity-investeerder Value Enhancement Partners (VEP). Met de verkoop blijft Scheuten een onafhankelijke glasproducent en wordt tegelijk de financiële balans definitief geherstructureerd. De verkoop heeft geen organisatorische of personele gevolgen.
Oprichter Jacques Scheuten zelf overlijdt in februari 2019 na een kort ziekbed. In 2020 vinden enkele overnamen plaats: Scheuten Projects neemt via de Duitse dochteronderneming BGT Bischoff Glastechnik AG het eveneens Duitse en op projectglas gerichte OKALUX GmbH over. Kort daarop wordt Scheuten zelf overgenomen door het Zwitserse Glas Trösch van private-equity-investeerder Value Enhancement Partners. Deze overname betreft het hele bedrijf incl. alle vestigingen in Nederland, België en Duitsland en alle medewerkers.